# Taliesin West
Taliesin West foi a casa e a escola de inverno do arquiteto Frank Lloyd Wright no deserto de 1937 até sua morte em 1959, aos 91 anos. Hoje é o campus principal da Escola de Arquitetura de Taliesin e abriga a Fundação Frank Lloyd Wright.
Aberto ao público para passeios, o Taliesin West está localizado no Frank Lloyd Wright Boulevard, em Scottsdale, Arizona. O complexo recebeu o nome da casa de verão de Wright, Taliesin, em Spring Green, Wisconsin.

## História
Wright e a Irmandade Taliesin começaram a "caminhar" para o Arizona a cada inverno em 1935. Em 1937, Wright adquiriu o terreno desértico que logo se tornaria Taliesin West. Ele pagou "US$ 3,50 por acre em uma encosta sul da Cordilheira McDowell, com vista para Paradise Valley, nos arredores de Scottsdale".
Wright acreditava que este era o local perfeito para um edifício assim: um local de residência, um local de negócios e um lugar para aprender. Wright descreveu o seguinte:

"Finalmente soube de um local a 26 quilômetros de Phoenix, do outro lado do deserto do vasto Paradise Valley. Até uma grande mesa nas montanhas. Na mesa logo abaixo do McDowell Peak, paramos, viramos, e olhou em volta. O topo do mundo."
Foi necessário um investimento de mais de US$ 10.000, para cavar um poço fundo o suficiente para fornecer água suficiente para o campus.[carece de fontes?] Quando Wright e sua família chegaram, encontraram petroglifos nativos americanos entre as rochas. Um deles, visto hoje no início da visita guiada, mostra o que pode ser um aperto de mão. Wright estilizou as figuras em linhas interconectadas, que se tornaram o símbolo de Taliesin West.  

## Design

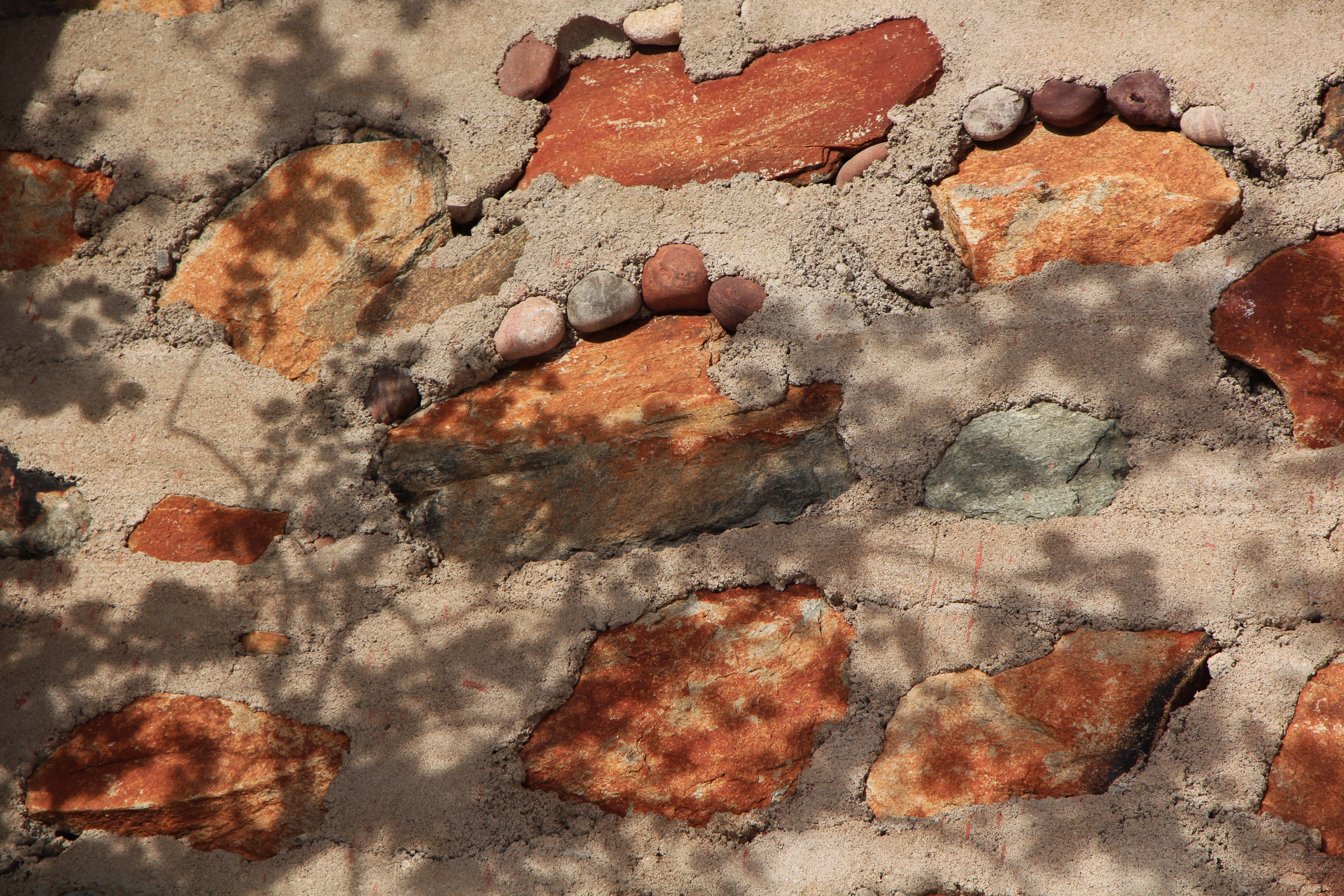
Alvenaria do deserto

Wright sentiu muito fortemente a conexão com o deserto. Ele disse:

"O Arizona precisa de sua própria arquitetura... as linhas longas, baixas e amplas do Arizona, os planos de elevação. Superfície padronizada após uma abstração de linhas e cores como encontrar 'realismo' nos padrões da cascavel, do monstro-de-gila e do saguaro, cholla ou staghorn—ou é o contrário—são inspiração suficiente."
As paredes da estrutura são feitas de rochas locais do deserto, empilhadas em formas de madeira, cheias de concreto - coloquialmente chamadas de "alvenaria do deserto". Wright sempre preferiu usar os materiais prontamente disponíveis, em vez daqueles que devem ser transportados para o local. Nas próprias palavras de Wright: "Havia simples silhuetas características a seguir, tremendas flutuações e montes de rochas do deserto queimadas pelo sol estavam por perto para serem usadas. Reunimos tudo isso com a paisagem..." As superfícies planas das rochas foram colocadas voltadas para o exterior e grandes pedregulhos encheram o espaço interior para que o concreto pudesse ser conservado.

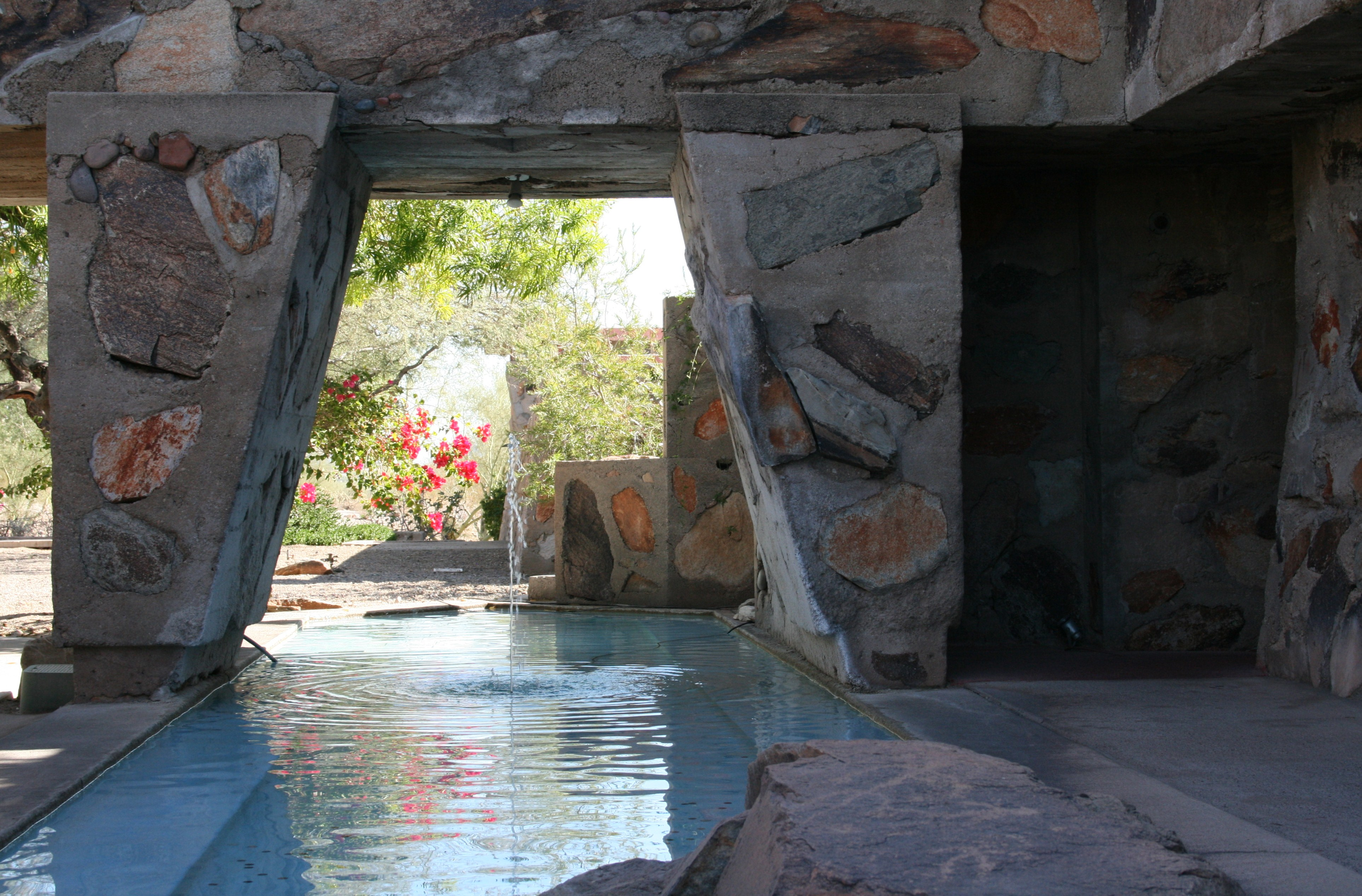
Piscina e fonte de Taliesin West

A luz natural também teve um papel importante no design. Na sala de desenho, Wright usou lona translúcida para atuar como teto (posteriormente substituído por plástico por causa do intenso desgaste do sol do Arizona). Na sala de jantar voltada para o sul, Wright não levou as paredes de alvenaria do chão ao teto e projetou o teto para pendurar além das paredes, impedindo a penetração de raios solares indesejados, mas permitindo a passagem de luz horizontal pela sala. Wright acreditava que a luz natural ajudava o ambiente de trabalho em que tinha aprendizes, mantendo o interior do prédio em contato com o ambiente natural.
Cada parte da Taliesin West tem o toque pessoal de Frank Lloyd Wright. A cada volta, depois de um verão em Wisconsin, Wright pegava um martelo e imediatamente percorria o complexo. Ele caminhava por cada sala fazendo mudanças ou gritando ordens para os aprendizes seguindo de perto com carrinhos de mão e ferramentas. Ele constantemente mudava e aprimorava seu design, corrigindo problemas decorrentes e abordando novas situações. Ao longo dos anos, ele ampliou a sala de jantar, além de adicionar o teatro de cabaré, o pavilhão musical e várias outras salas. Todos os móveis e decorações foram projetados por Wright e a maioria construída por aprendizes. Um aspecto brilhante do design de Wright é o teatro do cabaré. Construído com seis lados, fora da mistura padrão de rocha e concreto, em uma forma irregular hexagonal, o teatro fornece a seus ocupantes o que alguém chamou de "95% de perfeição acústica". Alguém sentado na fila de trás pode ouvir o sussurro mais leve de um alto-falante no palco.

### Controvérsia das linhas de energia
A visão da Taliesin West foi fundamental para o seu sucesso. Na década de 1940, Wright travou uma batalha contra linhas de energia aéreas por motivos estéticos. No final da década de 1940, quando as linhas de energia apareceram à vista de Taliesin West, Wright escreveu ao presidente Harry S. Truman, exigindo que fossem retiradas; foi uma batalha perdida. Então, depois de considerar brevemente a reconstrução em Tucson, ele "deu as costas ao vale", movendo a entrada para a parte traseira do edifício principal.

## Legado

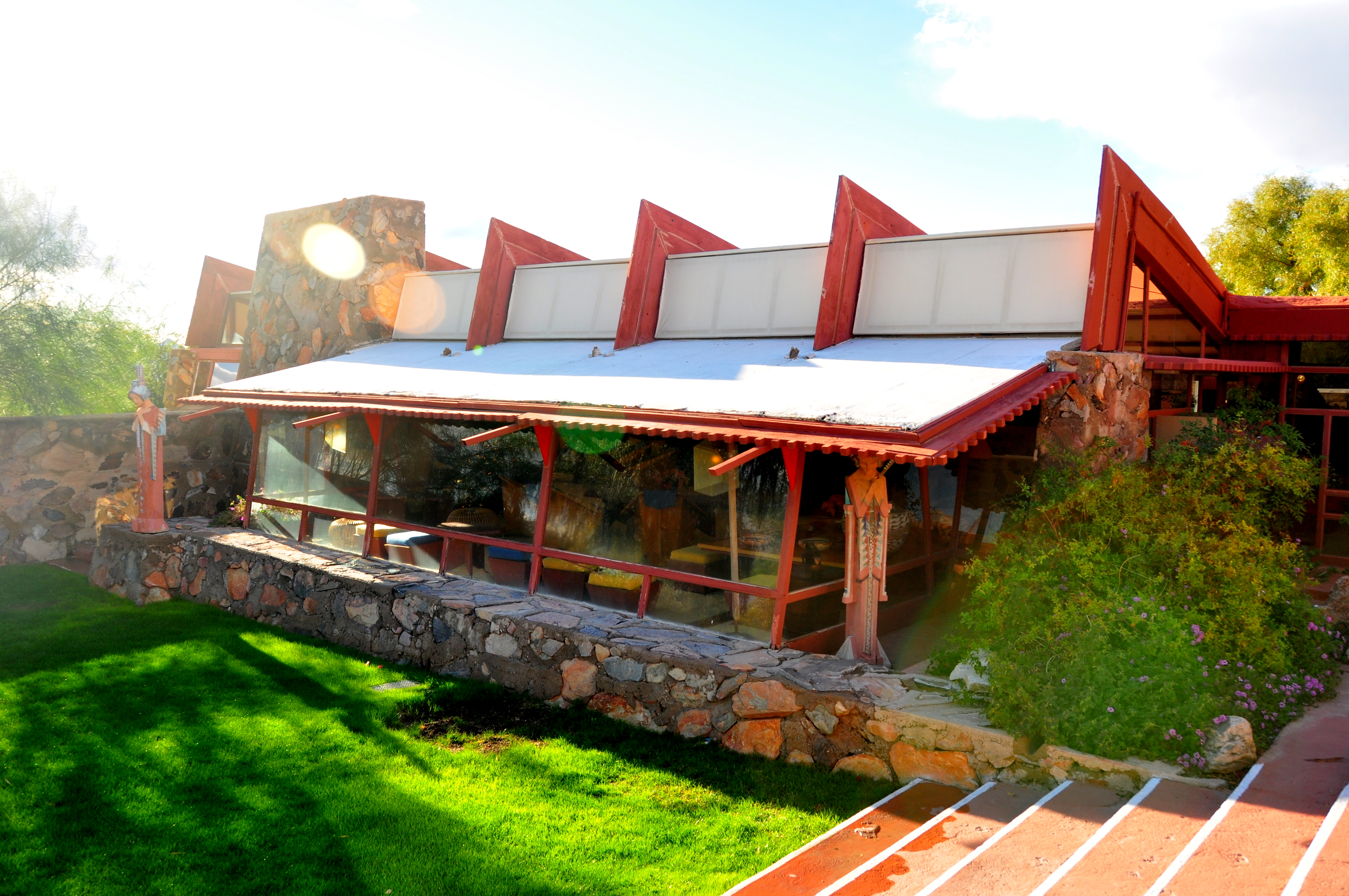
Exterior da sala de jardim

Durante sua vida, Wright continuamente alterava e aumentava o complexo de edifícios, todos construídos por estudantes.
Muitos dos edifícios mais famosos de Wright foram projetados na sala de desenho de Taliesin West, incluindo o Museu Guggenheim, em Nova Iorque, e o Grady Gammage Auditorium, na Arizona State University, em Tempe.
Taliesin West continua como sede da Fundação Frank Lloyd Wright e como casa de inverno da Escola de Arquitetura de Taliesin. Como no tempo de Wright, estudantes e professores passam o verão em Spring Green, Wisconsin. A Escola de Arquitetura de Taliesin oferece um grau de Mestre em Arquitetura (M.Arch) credenciado, focado nos princípios de Wright.
A estrutura foi adicionada ao Registro Nacional de Lugares Históricos em 12 de fevereiro de 1974 e foi designada como Marco Histórico Nacional em 20 de maio de 1982.

Em 2008, o Serviço Nacional de Parques dos EUA enviou Taliesin West, juntamente com outras nove propriedades de Frank Lloyd Wright, para uma lista provisória de Status do Patrimônio Mundial. Os 10 sites foram enviados como um único site. O comunicado de imprensa de 22 de janeiro de 2008 do site National Park Service anunciando as indicações indica que "a preparação de uma lista provisória é um primeiro passo necessário no processo de nomeação de um site para a lista do patrimônio mundial". Após propostas revisadas, as propriedades foram inscritas na Lista do Patrimônio Mundial sob o título "A Arquitetura do Século XX de Frank Lloyd Wright" em julho de 2019.